# Tetraberlinia
Tetraberlinia es un género de plantas fanerógamas de la familia Fabaceae. Se encuentra en África.

## Especies
A continuación se brinda un listado de las especies del género Tetraberlinia aceptadas hasta mayo de 2011, ordenadas alfabéticamente. Para cada una se indica el nombre binomial seguido del autor, abreviado según las convenciones y usos.
- Tetraberlinia baregarum Wieringa
- Tetraberlinia bifoliolata (Harms) Hauman
- Tetraberlinia korupensis Wieringa
- Tetraberlinia longiracemosa (A.Chev.) Wieringa
- Tetraberlinia moreliana Aubrev.
- Tetraberlinia polyphylla (Harms) Voorh.
- Tetraberlinia tubmaniana J.Leonard